# Pfarrkirche St. Anton am Arlberg

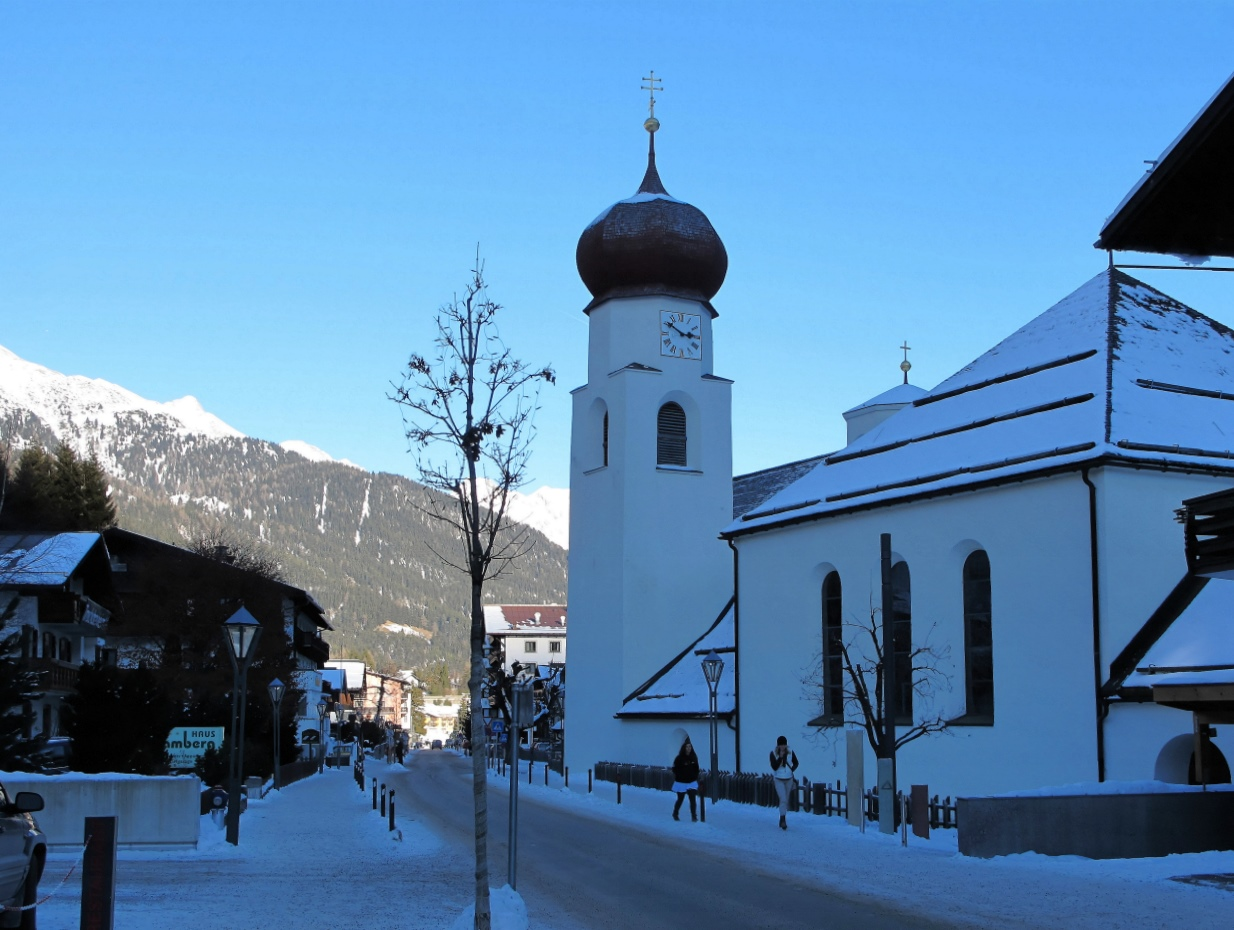
Fassade Dorfstraße (Nordfassade) mit dem barocken Zwiebelturm und neuem Langhaus

Die Pfarrkirche St. Anton am Arlberg, teils auch als Mariahilf genannt, zu Ehren der Hl. Jungfrau, des Hl. Franziskus und des Hl. Antonius, ist die katholische Pfarrkirche von St. Anton am Arlberg in Tirol. Die Barockkirche mit bedeutender Ergänzung durch Clemens Holzmeister gehört zum Dekanat Zams der Diözese Innsbruck. Pfarrpatron ist Antonius von Padua.

## Geschichte

### Baugeschichte
Die viel älteren Kirchen des Arlbergs sind die Jakobuskirche (1275 erwähnt), die Mutterpfarre am Arlberg, und die Kirche beim Christophorushospitz (1386 errichtet). Die Gemeinde am Perg bemühte sich bis in die 1690er, eine eigene Kirche zu bekommen.
Die neue Kirche wurde am 11. September 1698 zu Ehren der hl. Jungfrau (daher auch als Kirche Mariahilf genannt), des hl. Franziskus von Assisi und des hl. Antonius von Padua geweiht.
Ausgeführt wurde sie durch den Baumeister Keil aus Umhausen im Ötztal. Die Kirche erhielt einen Turm, im Unterbau mit rundbogigen Schallfenster, darüber mit achteckigem Aufbau, und schindelbedeckter Zwiebelhaube. Die Ausstattung der St. Antoner Kirche war seinerzeit eher bescheiden, und dürfte es auch geblieben sein, der Neubau der Kirche in St. Jakob 1773 verbrauchte erhebliche finanzielle Mittel.
Im Jahre 1840 erfolgte die erste größere Renovierung, die Kirche erhielt zwei große Gemälde des Münchner Künstlers Johann Kasper. Mit dem Bau der Arlbergbahn in den Jahren 1880 bis 1884 wurden der Kirche erhebliche Zuwendungen seitens der hier tätigen Bauunternehmer zuteil. So erhielt die Kirche ein neues Geläut, bestehend aus vier Glocken, von denen aber nur mehr eine erhalten ist.
Nachdem die alte Kirche viel zu klein geworden war, schritt man nach langjährigen Vorbereitungen 1932 zu einer Kirchenvergrößerung nach den Plänen vom Architekten Clemens Holzmeister. Sie wurde mit einem zweiten, niedrigeren Turm zu einer eigenwilligen Doppelturmanlage ausgebaut, das alte Schiff wurde nun Chor. Der Kirchenumbau dauerte ein halbes Jahr und im darauf folgenden Jahr wurde die vergrößerte Kirche geweiht. Die alte Ausstattung wurde teilweise übernommen. 1948 wurden drei neue Glocken in das Geläut eingefügt. 1951 schuf Hans Andre aus Innsbruck das Deckengemälde, 1956 Hans Buchgschwenter den Antonius-Hauptaltar. 1959 bekam die Kirche eine weitere Glocke.
Heute steht die Kirche komplett unter Denkmalschutz (Listeneintrag).

### Pfarrgeschichte
St. Anton war bis zum Beginn des Tourismus nur ein Nebenort der Gemeinde und unterstand der St. Jakober Pfarrei und diese der Diözese Brixen, nach Ende der Monarchie ab 1921 der Apostolischen Administratur Innsbruck-Feldkirch (1964 zur Diözese erhoben, seit 1968 nurmehr Innsbruck).
Erst am 1. November 1947 wurde die Kaplanei St. Anton zur Pfarre erhoben. Dazu musste ein eigener Friedhof geschaffen werden; vorher wurde nach St. Jakob bestattet. Der – heute ebenfalls denkmalgeschützte – Friedhof St. Anton wurde 1952 auf der Planie angelegt.
Seit September 2008, der Umstrukturierung der Seelsorge der ganzen Diözese, gehört St. Anton zum Seelsorgeraum Oberes Stanzertal (SESOS), davor war 1983–2008 Bruno Decristoforo Pfarrer zu St. Anton. Darauf folgte Pfarrer und Seelsorgeraumleiter Augustin Kouanvih, der seine Pfarrkanzlei hier hatte. Sie untersteht dem Dekanat Zams der Diözese Innsbruck. Seit 2019 ist Pfarrer Norbert Jakab Seelsorgeleiter im Seelsorgeraum Oberes Stanzertal.
Zur Pfarre St. Anton gehört auch die Hospitzkapelle in St. Christoph, Filialkirche und ehemalige Kaplanei.

## Baubeschreibung

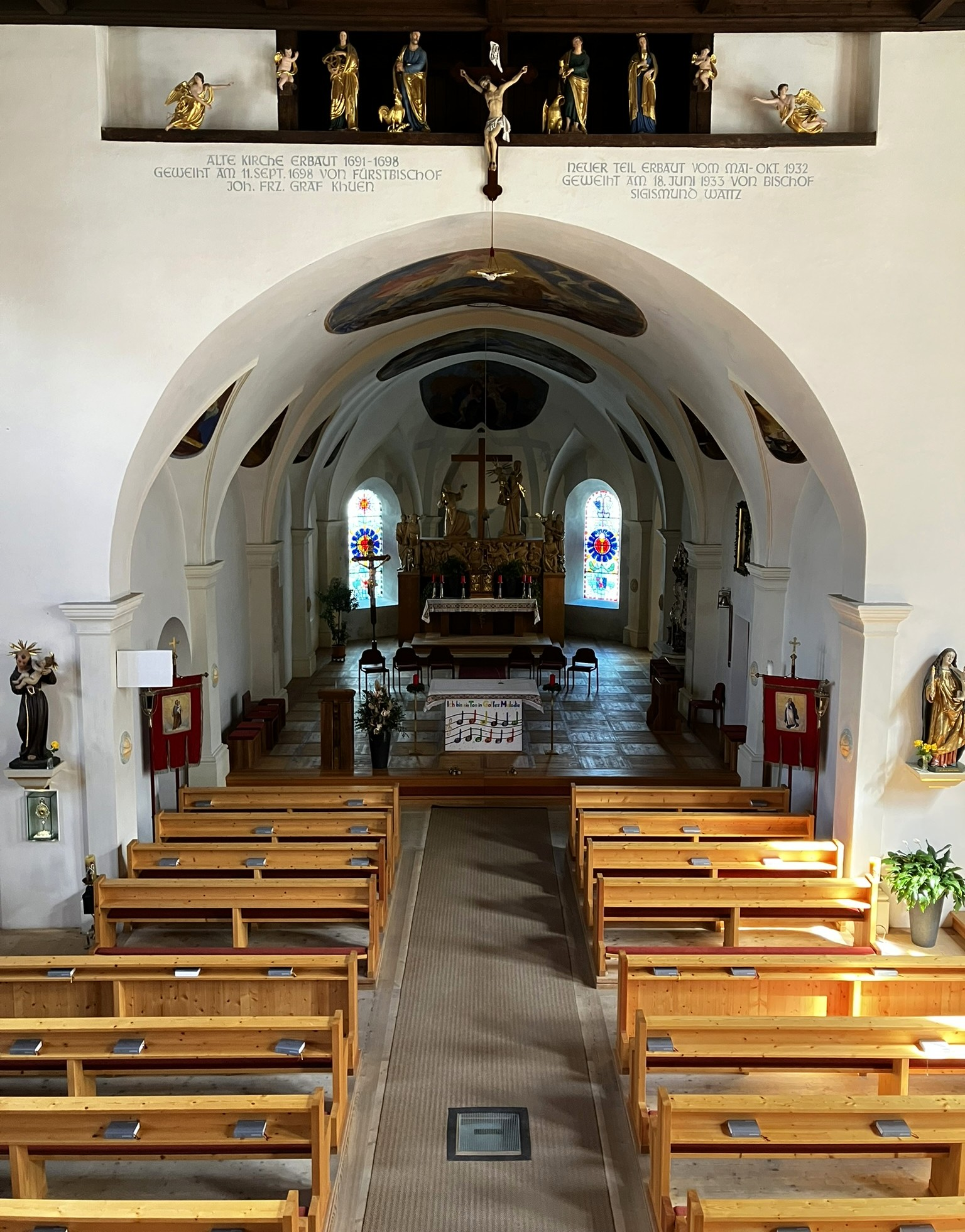
Ansicht von der Empore in die Kirche

Der Architekturkritiker Friedrich Achleitner beschreibt die Kirche wie folgt:
„Am augenfälligsten und am meisten abgebildet ist die St. Antoner Pfarrkirche, die von Clemens Holzmeister 1932 erweitert und umgebaut wurde.“ Von der alten Kirche blieb ein Hauptteil des Schiffes als Chor und der barockisierte Zwiebelturm erhalten. Holzmeister fügte einen neuen Eingangsbereich an und schuf mit dem neuen „kleineren Turm, den er dem alten nicht anglich, den Hauptakzent, der diesem Bau zu neuem, starken Leben verhalf. Dieser Entwurf ist ein frühes Beispiel einer typologischen Denkmalpflege, wobei durch neue Elemente die alten zum Sprechen gebracht werden.“
Das moderne Deckengemälde (1951) von Hans Andre, die reich verzierten Glasfenster, der Hauptaltar mit Szenen aus dem Leben des heiligen Antonius (1956), Relieffries und Schnitzfiguren in der Apsis (1956) und die Weihnachtskrippe (1957), alle von Hans Buchgschwenter, ergänzen das moderne Ensemble. Die Innenausstattung der alten Kirche wurde zum Teil übernommen, es findet sich auch ein Flügelaltar aus dem 14. Jahrhundert.

## Geläut
Das Geläut hat die Disposition: f′-as′-c″-es″-(as″). Es stammt komplett, aber über mehrere Generationen, von der Glockengießerei Grassmayr aus Innsbruck: Die as″ ist die letzte der Glocken von 1882, as′, c″, es″ stammen von 1948, die f′ wurde 1959 in Feldkirch gegossen. Diese jüngste Glocke hängt im neuen Turm, das ältere Vierergeläut im Barockturm.